# Ngô Đông Hải
Ngô Đông Hải (sinh ngày 25 tháng 10 năm 1970) là một chính trị gia người Việt Nam. Ông hiện là Ủy viên Ban Chấp hành Trung ương Đảng Cộng sản Việt Nam khóa XIII, Phó Trưởng ban Tuyên giáo và Dân vận Trung ương.
Ông từng là Ủy viên dự khuyết Ban Chấp hành Trung ương Đảng Cộng sản Việt Nam khóa XI, XII, Bí thư Tỉnh ủy Thái Bình, Trưởng đoàn Đại biểu Quốc hội khoá 15 tỉnh Thái Bình.

## Xuất thân
Ông sinh ngày 25 tháng 10 năm 1970 tại Hoàn Kiếm, Hà Nội. Quê quán xã Phước Hưng, huyện Tuy Phước, tỉnh Bình Định.

## Giáo dục
Ông có trình độ Tiến sĩ chuyên ngành điện tử - viễn thông. Cử nhân Kinh tế

## Sự nghiệp

### Tỉnh Bình Định
Ông từng là tỉnh uỷ viên, Giám đốc sở Thông tin và Truyền thông tỉnh Bình Định, Bí thư Huyện ủy Hoài Ân, Bí thư Thị ủy An Nhơn, tỉnh Bình Định. Ủy viên dự khuyết Ban Chấp hành Trung ương Đảng Cộng sản Việt Nam khóa XI
Ngày 10 tháng 7 năm 2014, tại kỳ họp thứ 8 của hội đồng nhân dân tỉnh Bình Định khóa XI, Hội đồng nhân dân tỉnh Bình Định đã tiến hành bầu ông Ngô Đông Hải, Tỉnh ủy viên, Bí thư Thị ủy An Nhơn, làm Phó Chủ tịch Ủy ban nhân dân tỉnh Bình Định nhiệm kỳ 2011-2016 kiêm Trưởng ban quản lý Khu kinh tế tỉnh. Tháng 10/2015, tại Đại hội XIX tỉnh Đảng bộ ông được bầu làm Ủy viên Ban thường vụ tỉnh uỷ khoá 2015-2020.
Ngày 26 tháng 1 năm 2016, tại Đại hội XII của Đảng, ông được bầu lại làm ủy viên dự khuyết Ban Chấp hành Trung ương Đảng Cộng sản Việt Nam khóa XII.

### Phó Trưởng Ban Kinh tế Trung ương
Ngày 18 tháng 3 năm 2016, Bộ Chính trị Ban Chấp hành Trung ương Đảng Cộng sản Việt Nam khóa XII quyết định điều động ông giữ chức Phó Trưởng Ban Kinh tế Trung ương Đảng Cộng sản Việt Nam.

### Tỉnh ủy Thái Bình
Ngày 28 tháng 9 năm 2018, Theo quyết định số 887 - QĐNS/ TW của Bộ Chính trị ngày 20/9/2018, Ban Bí thư Trung ương Đảng về việc luân chuyển, bố trí cán bộ & chỉ định ông Ngô Đông Hải, ủy viên dự khuyết Ban Chấp hành Trung ương Đảng Cộng sản Việt Nam khóa XII nhiệm kì 2015-2020, Phó trưởng Ban Kinh tế TƯ tham gia BCH, Ban Thường vụ và giữ chức Phó Bí thư Thường trực Tỉnh ủy Thái Bình nhiệm kỳ (2015 - 2020).
Ngày 01 tháng 6 năm 2020, Thực hiện chủ trương của Bộ Chính trị đồng ý để Ban thường vụ Tỉnh ủy Thái Bình thực hiện quy trình kiện toàn chức vụ Bí thư Tỉnh ủy nhiệm kỳ (2015-2020) từ nguồn nhân sự tại chỗ trong quy hoạch, Ban thường vụ Tỉnh ủy đã thực hiện các bước, quy trình giới thiệu nhân sự ứng cử chức vụ Bí thư Tỉnh ủy theo quy định. Ông được bầu vào vị trí Bí thư Tỉnh ủy Thái Bình nhiệm kỳ (2015-2020)
Ngày 09 tháng 6 năm 2020, Bộ Chính trị vừa ban hành Quyết định số 2188-QĐNS/TW, chuẩn y Bí thư Tỉnh ủy Thái Bình nhiệm kỳ 2015 - 2020 đối với đồng chí Ngô Đông Hải.
Ngày 30 tháng 1 năm 2021, ông trúng cử Ủy viên Ban Chấp hành Trung ương Đảng Cộng sản Việt Nam khóa XIII.
Ngày 28 tháng 6 năm 2022, Thường trực Tỉnh ủy Thái Bình tổ chức hội nghị công bố quyết định thành lập Ban Chỉ đạo phòng, chống tham nhũng, tiêu cực tỉnh Thái Bình. Ban Chỉ đạo phòng, chống tham nhũng, tiêu cực tỉnh Thái Bình gồm 15 thành viên, trong đó có 1 Trưởng Ban, 5 Phó Trưởng Ban và 9 ủy viên. Ông Ngô Đông Hải, Ủy viên Ban Chấp hành Trung ương Đảng, Bí thư Tỉnh ủy Thái Bình làm Trưởng Ban Chỉ đạo phòng chống tham nhũng tiêu cực tỉnh Thái Bình.

### Ban Tuyên giáo Trung ương
Ngày 22 tháng 11 năm 2024, Ban Tuyên giáo Trung ương tổ chức Hội nghị công bố quyết định của Bộ Chính trị về việc điều động, phân công, bổ nhiệm ông giữ chức vụ Phó Trưởng Ban Tuyên giáo Trung ương.

### Ban Tuyên giáo và Dân vận Trung ương
Ngày 3 tháng 2 năm 2025, Bộ Chính trị quyết định phân công ông giữ chức Phó Trưởng ban Thường trực Ban Tuyên giáo và Dân vận Trung ương sau khi Ban Tuyên giáo Trung ương hợp nhất với Ban Dân vận Trung ương.